# Луїза Єлизавета Орлеанська
Луїза Єлизавета Орлеанська (фр. Louise Élisabeth d'Orléans, ісп. Luisa Isabel de Orleans; 9 грудня 1709, Версаль, Франція — 16 червня 1742, Люксембурзький палац, Париж, Франція) — принцеса Орлеанська, королева-консорт Іспанії за шлюбом із королем Луїсом I. Дочка Філіппа II, герцога Орлеанського, та позашлюбної дочки короля Людовика XIV Франсуази-Марі.

## Ранні роки

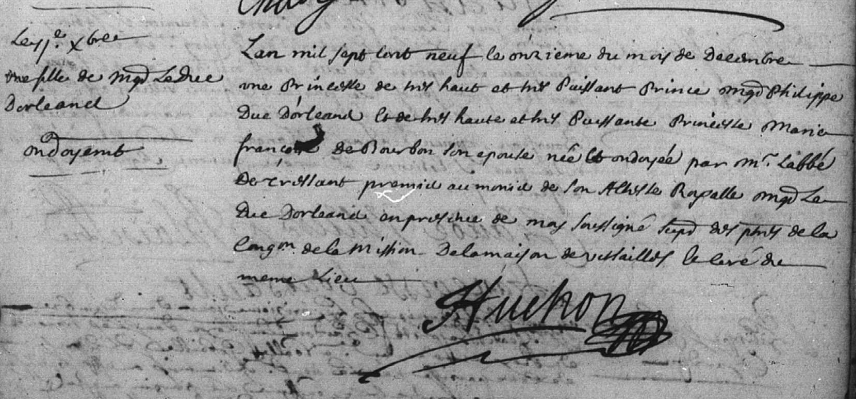
Запис про народження Луїзи Єлизавети, зроблений 11 грудня 1709 року

Луїза Єлизавета Орлеанська була п'ятою дочкою герцога Орлеанського Філіппа II та його дружини — Франсуази-Марі де Бурбон. Її мати була однією з легітимізованих дочок короля Людовика XIV та його фаворитки Франсуази-Атенаїс де Монтеспан. Як представниці династії Бурбонів їй було надано титул принцеси крові (princesse du sang). У родинному колі Луїзу Єлизавету називали просто Єлизаветою.
Єлизавета народилася у Версальському палаці і була четвертою дитиною своїх батьків серед тих, хто вижив. Її близнючка, мадемуазель де Валуа, померла за рік після народження. До шлюбу була відома як мадемуазель де Монпенсьє. Зростала разом із братом та п'ятьма сестрами; її брат, Людовик, був дуже близький із нею.

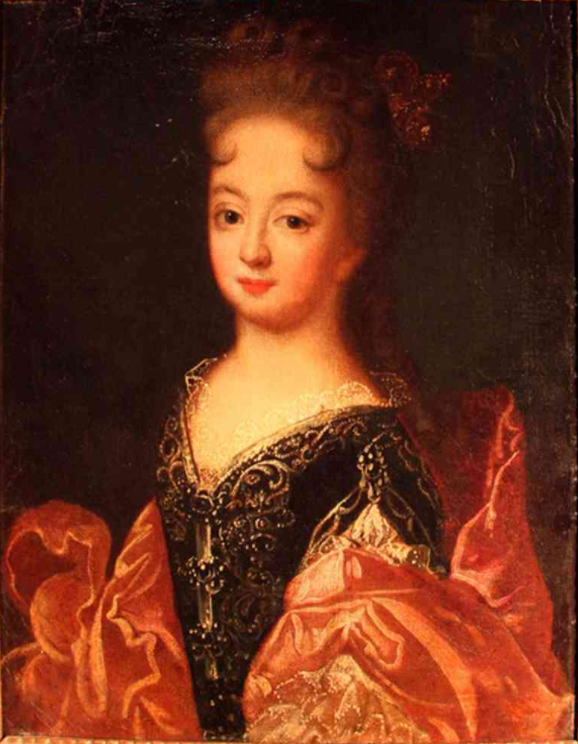
Луїза Єлизавета у дитинстві, 1718 або 1719

Освіта Єлизавети, як і її сестер Шарлотти та Аделаїди, була досить скромною, оскільки мало хто був зацікавлений у їхній освіченості. Як її молодша сестра Луїза Діана Орлеанська, вона здобула освіту при жіночому монастирі. Планувалося, що в майбутньому вона стане дружиною маловідомого і невпливового німецького або італійського принца.
Від 1715 року її батько був де-факто правителем Франції як регент при малолітньому королі Людовикові XV. У 1718 році між Іспанією та Францією спалахнула війна четверного альянсу. У 1720 році король Іспанії Філіп V захотів укласти мир і запропонував подвійні шлюбні переговори: інфанта Маріана Вікторія одружиться з 11-річним Людовиком XV, а син Філіпа та його наступник, інфант Луїс, — з однією з доньок регента.

## Принцеса Астурійська
У листопаді 1721 року, у віці 11 років, у Парижі відбувся шлюб за дорученням Луїзи Марії та інфанта Луїса. Згодом разом із сестрою Філіппіною Єлизаветою вона виїхала до Мадрида. Попри зухвалу зустріч принцес, особливо з боку королеви Єлизавети Фарнезе, мачухи інфанта, вони одружилися 20 січня 1722 року в Лермі. Придане Луїзи Єлизавети становило 4 мільйони ліврів.
Доволі напружені стосунки Єлизавети із Філіппіною погіршилися, коли остання почала привертати до себе увагу при іспанському королівському дворі через свої розум та красу. Єлизавета ніколи не отримувала такої уваги після свого прибуття до Іспанії. Пізніше її сестра була заручена з інфантом Карлосом — іншим наступником престолу Іспанії; проте в шлюбі не було нащадків, і згодом Філіппіну Єлизавету відіслали назад до Франції, де вона померла від віспи у віці 19 років.
Як дружина наступника престолу Луїза Єлизавета отримала титул принцеси Астурійської.

## Королева Іспанії
15 січня 1724 року емоційно неврівноважений король Філіп V зрікся престолу на користь сина Луїса. Луїза Єлизавета таким чином стала королевою-консортом Іспанії. Після семи місяців правління Луїс помер від натуральної віспи. Оскільки він помер, не залишивши нащадків, його батько, Філіп V, повернувся на престол. Єлизавета залишалася протягом певного часу в Мадриді після смерті чоловіка, проте її поведінка зробила її надзвичайно відрадною при іспанському дворі.
Від прибуття до Іспанії Луїза Єлизавета стала відома завдяки багатьом інцидентам за її участі. Деякі з них були faux pas, помилками, проте її поведінка була зазвичай непостійною та надзвичайно імпульсивною. Вона ходила неодягненою, відригувала та здувалася на публіці, бігала по коридорах палацу, стрибала з коня, щоб вилізти на дерево. Сучасні психологи вважають, що в королеви був емоційно нестабільний розлад особистості.
Вона з'являлася на публіці брудною і смердючою, відмовлялася від спідньої білизни, провокувала придворних, показувала інтимні частини тіла. Вона відмовлялася торкатися їжі, що була на її столі, а потім, сховавшись від усіх, ковтала все, що потрапило до її рук. Згодом у неї з'явилася звичка мити віка та кахлі палацу своїми сукнями: Луїза Єлизавета раптово роздягалася при придворних і починала мити вікна своїм одягом. Король Луїс писав своєму батькові:
|  | Я не бачу іншого виходу, окрім як якомога швидше замкнути її, бо її проблеми дедалі зростають |

Луїс таки виконав свою обіцянку й ув'язнив Луїзу Єлизавету в монастирі. Королева плакала і надсилала чоловікові листи з проханням відпустити її. Згодом він пробачив її й випустив. Коли Луїс захворів на віспу, Єлизавета робила все можливе, щоб допомогти йому одужати, попри ризик заразитися самій. Попри це, коли Луїс I помер, Філіп V домігся анулювання шлюбу Луїзи Єлизавети. Внаслідок цього вона втратила значну пенсію колишньої королеви (600 тисяч ліврів) і була змушена повернутися до Франції, де її двоюрідний брат, король Людовик XV, відмовився дозволити їй проживати у Версальському палаці.

## Вдова

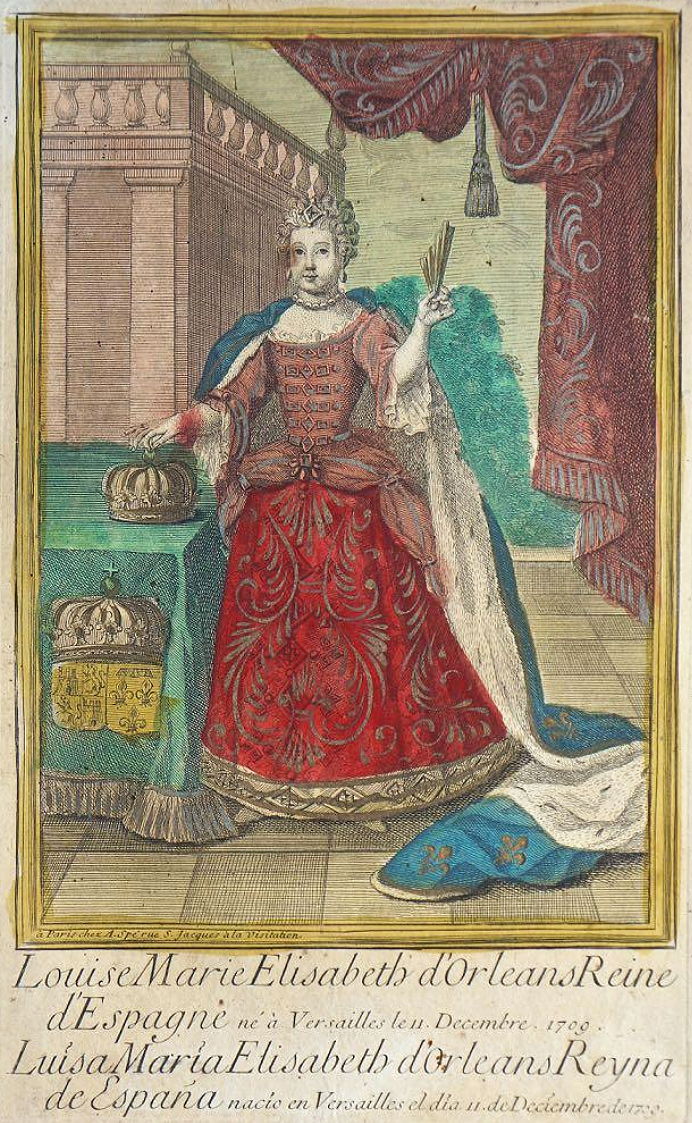
Королева-вдова Луїза Єлизавета, 1730

Після смерті чоловіка Луїза Єлизавета повернулася до Франції на прохання матері — герцогині Франсуази-Марі де Бурбон. Вона була змушена жити скромно в Парижі, далеко від двору свого двоюрідного брата — короля Людовика XV. У Франції її знали як королеву-вдову. Це спричинило суперечку між нею та старшою сестрою Шарлоттою, оскільки титул королеви був вищим за титул герцогині.
Згодом Луїза Єлизавета переселилася до Парижа, де проживала у Венсенському замкові та Люксембурзькому палаці, які її батько подарував її сестрі. Там 16 червня 1742 року вона померла. Її поховали у церкві Сен-Сюльпіс неподалік Люксембурзького палацу.

## Генеалогія
|  |                                 |  |  |  |  |  |  |  |  |  |  |  |  |
|  | Людовик XIII Справедливий       |  |  |  |  |  |  |  |  |  |  |  |  |
|  |                                 |  |  |  |  |  |  |  |  |  |  |  |  |
|  |                                 |  |  |  |  |  |  |  |  |  |  |  |  |
|  | Філіпп I Орлеанський            |  |  |  |  |  |  |  |  |  |  |  |  |
|  |                                 |  |  |  |  |  |  |  |  |  |  |  |  |
|  |                                 |  |  |  |  |  |  |  |  |  |  |  |  |
|  | Анна Австрійська                |  |  |  |  |  |  |  |  |  |  |  |  |
|  |                                 |  |  |  |  |  |  |  |  |  |  |  |  |
|  |                                 |  |  |  |  |  |  |  |  |  |  |  |  |
|  | Філіпп II Орлеанський           |  |  |  |  |  |  |  |  |  |  |  |  |
|  |                                 |  |  |  |  |  |  |  |  |  |  |  |  |
|  |                                 |  |  |  |  |  |  |  |  |  |  |  |  |
|  | Карл I Людвіг                   |  |  |  |  |  |  |  |  |  |  |  |  |
|  |                                 |  |  |  |  |  |  |  |  |  |  |  |  |
|  |                                 |  |  |  |  |  |  |  |  |  |  |  |  |
|  | Єлизавета-Шарлотта Пфальцька    |  |  |  |  |  |  |  |  |  |  |  |  |
|  |                                 |  |  |  |  |  |  |  |  |  |  |  |  |
|  |                                 |  |  |  |  |  |  |  |  |  |  |  |  |
|  | Шарлотта Гессе-Кассельська      |  |  |  |  |  |  |  |  |  |  |  |  |
|  |                                 |  |  |  |  |  |  |  |  |  |  |  |  |
|  |                                 |  |  |  |  |  |  |  |  |  |  |  |  |
|  | Луїза Єлизавета Орлеанська      |  |  |  |  |  |  |  |  |  |  |  |  |
|  |                                 |  |  |  |  |  |  |  |  |  |  |  |  |
|  |                                 |  |  |  |  |  |  |  |  |  |  |  |  |
|  | Людовик XIII Справедливий (= 8) |  |  |  |  |  |  |  |  |  |  |  |  |
|  |                                 |  |  |  |  |  |  |  |  |  |  |  |  |
|  |                                 |  |  |  |  |  |  |  |  |  |  |  |  |
|  | Людовик XIV                     |  |  |  |  |  |  |  |  |  |  |  |  |
|  |                                 |  |  |  |  |  |  |  |  |  |  |  |  |
|  |                                 |  |  |  |  |  |  |  |  |  |  |  |  |
|  | Анна Австрійська (= 9)          |  |  |  |  |  |  |  |  |  |  |  |  |
|  |                                 |  |  |  |  |  |  |  |  |  |  |  |  |
|  |                                 |  |  |  |  |  |  |  |  |  |  |  |  |
|  | Франсуаза-Марі де Бурбон        |  |  |  |  |  |  |  |  |  |  |  |  |
|  |                                 |  |  |  |  |  |  |  |  |  |  |  |  |
|  |                                 |  |  |  |  |  |  |  |  |  |  |  |  |
|  | Габрієль Рошешуар-Мортемар      |  |  |  |  |  |  |  |  |  |  |  |  |
|  |                                 |  |  |  |  |  |  |  |  |  |  |  |  |
|  |                                 |  |  |  |  |  |  |  |  |  |  |  |  |
|  | Франсуаза-Атенаїс де Монтеспан  |  |  |  |  |  |  |  |  |  |  |  |  |
|  |                                 |  |  |  |  |  |  |  |  |  |  |  |  |
|  |                                 |  |  |  |  |  |  |  |  |  |  |  |  |
|  | Діана де Грандсень              |  |  |  |  |  |  |  |  |  |  |  |  |
|  |                                 |  |  |  |  |  |  |  |  |  |  |  |  |
|  |                                 |  |  |  |  |  |  |  |  |  |  |  |  |